# Problemista
Problemista è un film del 2023 scritto, prodotto, diretto e interpretato da Julio Torres.

## Trama
Il giovane giocattolaio salvadoregno Alejandro si trasferisce a New York in cerca di fortuna. Quando il suo permesso di soggiorno scade, Alejandro si fa assumere dall'eccentrica Elizabeth.

## Produzione
Nel luglio 2021 è stato annunciato che Tilda Swinton avrebbe recitato in un film scritto e diretto da Julio Torres. Nel novembre successivo RZA, Isabella Rossellini, Greta Lee e altri si sono uniti al cast. 
Le riprese principali sono iniziate a New York nel novembre 2021.

## Promozione
Il primo trailer è stato diffuso il 19 gennaio 2024.

## Distribuzione
Il film è stato presentato in anteprima assoluta il 13 marzo 2023 al South by Southwest e distribuito nei cinema statunitensi dal 1º marzo 2024.

## Accoglienza

### Incassi
Il film ha incassato poco più di 2,6 milioni di dollari.

### Critica
Sull'aggregatore di recensioni Rotten Tomatoes l'86% delle 133 recensioni è positivo, con un punteggio medio di 7.4 su 10; su Metacritic il voto medio di 30 critici è 68/100.